# Désorption-ionisation laser assistée par matrice

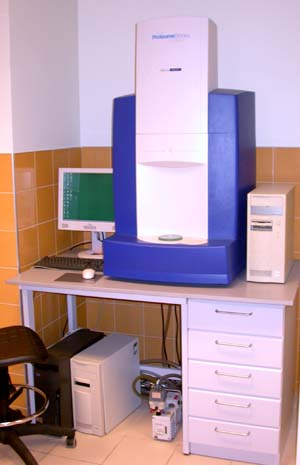
Spectromètre de masse MALDI-TOF.

La désorption-ionisation laser assistée par matrice (en anglais Matrix Assisted Laser Desorption Ionisation ou MALDI) est une technique d'ionisation douce utilisée en spectrométrie de masse. Elle permet l'ionisation et la vaporisation de biomolécules comme des biopolymères des protéines, des peptides ou des sucres et de grosses molécules organiques comme les polymères, les dendrimères et autres macromolécules. Ces molécules ont tendance à se fragmenter lorsqu'elles sont ionisées par des méthodes plus conventionnelles. Elle est relativement similaire à l'Ionisation par électronébuliseur (ESI) en douceur relative et en ions produits bien qu'elle crée moins d'ions multichargés.
L'ionisation et la vaporisation sont provoquées par un faisceau laser (normalement un laser à l'azote (en)). La matrice sert à protéger la biomolécule de la destruction par le faisceau direct et de faciliter la vaporisation et l'ionisation.

## Historique
L'expression anglaise de matrix-assisted laser desorption ionization (MALDI) est proposé en 1985 par Franz Hillenkamp (en), Michael Karas (en) et leurs collègues. Ces chercheurs montrent que l'alanine, un acide aminé, est ionisé plus s'il est mélangée avec un autre acide aminé, le tryptophane (autre acide aminé) et irradié avec un laser pulsé à 266 nm alors même que l'alanine n'absorbe pas le rayonnement du laser. Le tryptophane absorbe l'énergie du laser et aide à ioniser l'alanine non absorbante. Les polypeptides jusqu'à 2 843 Da (mélittine) peuvent être ionisés lorsqu'ils sont mélangés avec ce type de matrice. L'avancée pour la désorption-ionisation laser pour une grosse molécule se produisit en 1987 lorsque Koichi Tanaka (de Shimadzu Corp.) et ses collègues utilisèrent ce qu'ils appelèrent la « méthode de la matrice métal ultra-fin/liquide » qui combinait des particules de 30 nm de cobalt dans du glycérol avec un laser à azote (en) à 337 nm pour l'ionisation. En utilisant la combinaison d'un laser et de la matrice, Tanaka était capable d'ioniser des biomolécules aussi importante que la protéine 34 472 Da carboxypeptidase - A. Tanaka reçut (conjointement) le prix Nobel de chimie 2002 pour avoir démontré qu'avec une combinaison adéquate de matrice et de laser, une protéine pouvait être ionisée. Karas et Hillenkamp furent ensuite capables d'ioniser l'albumine (protéine 67 kDa) en utilisant une matrice d'acide nicotinique et un laser à 266 nm. Des améliorations supplémentaires furent réalisées en utilisant un laser à 355 nm et les dérivées de l'acide cinnamique, l'acide férulique, l'acide caféique et l'acide sinapique comme matrice. La disponibilité de petits lasers à azote fonctionnant à une longueur d'onde de 337 nm petits et relativement peu coûteux et les premiers instruments commerciaux introduits au début des années 1990 conduit de nombreux chercheurs à utiliser la technique MALDI. Aujourd'hui, la spectrométrie de masse MALDI utilise principalement des matrices organiques.

## Matrice et préparation de l'échantillon

Principe d'une source MALDI. L'échantillon (en vert) est co-cristallisé avec la matrice (en violet).

La matrice est composée de molécules cristallisées. Les trois matrices les plus utilisées sont l’acide 3,5-diméthoxy-4-hydroxycinnamique, l’acide 2-cyano-4-hydroxycinnamique (en)  et l’acide 2,5-dihydroxybenzoïque. Une solution d'un type de ces molécules est faite, parfois dans un mélange d'eau ultra-pure et de solvant organique comme de l'acétonitrile ou de l'éthanol. L'acide trifluoroacétique peut parfois être ajouté. Un bon exemple de solution-matrice est, par exemple, un mélange à 20 mg/mL d'acide sinapique mis en solution dans un mélange acétonitrile : eau : acide trifluoroacétique (50:50:0,1).
La nature des composants pour une matrice fiable est déterminée par tâtonnement avec essais et erreurs, mais elle est basée sur des considérations spécifiques de « profils moléculaires ».
Pour être utilisée comme matrice en MALDI, une molécule doit répondre à différents critères. Elle doit avoir une faible masse moléculaire pour faciliter la vaporisation lors de l'analyse, mais ne pas être volatile pour éviter qu'elle ne s'évapore lors de la préparation de l'échantillon ou lors de son introduction dans le spectromètre de masse. Elle doit être capable de céder ou de capter des protons, selon le mode d'ionisation positif ou négatif utilisé, pour permettre l'ionisation des analytes. Il est nécessaire que la molécule utilisée comme matrice absorbe dans le domaine d’émission du laser pour permettre la vaporisation de l'échantillon. La molécule doit pouvoir être solubilisée dans l'eau pour permettre la préparation de l'échantillon.
La solution contenant la matrice est mélangée avec l'échantillon. Le solvant organique permet aux molécules hydrophobes de se solubiliser dans la solution, alors que l'eau permet aux molécules hydrophiles de faire de même. La solution est ensuite déposée sur une coupelle MALDI (habituellement en métal conçue pour cet usage). Le solvant se vaporise, laissant seulement la matrice recristallisée, mais avec maintenant des molécules d'analyte réparties dans tout le cristal. La matrice et l'analyte sont dits alors co-cristallisés dans un spot MALDI.

### Composés utilisés comme matrice
| Composé                                                          | Abréviation | Utilisation                                                        |
| ---------------------------------------------------------------- | ----------- | ------------------------------------------------------------------ |
| 9-nitroanthracène                                                | 9-NA        | Fullerènes                                                         |
| Acide α-cyano-4-hydroxycinnamique (en)                           | HCCA        | Peptides Sucres                                                    |
| Acide sinapique                                                  | SA          | Protéines Dendrimères Fullerène                                    |
| Acide 2-(4-hydroxyphénylazo)benzoïque                            | HABA        | Protéines                                                          |
| Acide succinique                                                 | -           | Peptide et protéine, Laser IR Polymère synthétique, Laser IR       |
| 2,6-Dihydroxyacétophénone                                        | -           | Peptide et protéine, Laser UV                                      |
| Acide férulique                                                  | -           | Peptide et protéine, Laser UV                                      |
| Acide caféique                                                   | -           | Peptide et protéine, Laser UV                                      |
| Glycérol                                                         | -           | Peptide et protéine, Matrice liquide                               |
| 4-Nitroaniline                                                   | -           | Peptide et protéine, Matrice liquide                               |
| 2,4,6-Trihydroxyacétophénone (en)                                | THAP        | Oligonucléotide de moins de 3,5 kDa Hydrate de carbone acide       |
| Acide 3-hydroxypicolinique (en)                                  | HPA         | Oligonucléotide de plus de 3,5 kDa                                 |
| Acide anthranilique                                              | -           | Oligonucléotide de plus de 3,5 kDa                                 |
| Acide nicotinique                                                | -           | Oligonucléotide de plus de 3,5 kDa                                 |
| Acide trans-3-indoleacrylique                                    | IAA         | Polymère synthétique non polaire                                   |
| Dithranol                                                        | DIT         | Polymère synthétique non polaire Lipide Dendrimers                 |
| Acide 2,5-dihydroxybenzoïque                                     | DHB         | Polymère synthétique polaire Molécule organique Hydrate de carbone |
| Isovanilline                                                     | -           | Molécule organique                                                 |
| 3-Aminoquinoline                                                 | -           | Hydrate de carbone                                                 |
| T-2-(3-(4-t-butyl-phényl)-2-méthyl-2-propénylidène)malononitrile | DCTB        | Molécule inorganique                                               |
| 1-Isoquinolinol                                                  | -           | Oligosaccharide                                                    |
| Acide picolinique                                                | -           | Oligonucléotide                                                    |
| 2,5-Dihydroxyacétophénone                                        | DHAP        | Protéine (plus de 10 kDa)                                          |
| 1,5-Dinitronaphtalène                                            | 1,5-DAN     | Fragmentation de peptides et protéines                             |

## Laser
Le laser est dirigé sur les cristaux du spot MALDI. Le spot absorbe l'énergie laser et il semble que la matrice est ionisée en premier par ce fait, puis transférerait une partie de sa charge aux molécules à étudier, les ionisant tout en les protégeant d'une énergie disruptive du laser. Les ions observés après cette étape sont quasi-moléculaires, ionisés par l'addition d'un proton en [M+H]+, ou d'un autre cation comme l'ion sodium [M+Na]+, ou par la soustraction d'un proton [M-H]− par exemple. La technique MALDI produit de manière générale des ions monochargés, mais des ions multichargés ([M+nH]n+) peuvent aussi être observés, selon la matrice utilisée et/ou l'intensité du laser. Ces espèces possèdent toutes un nombre pair d'électrons. Des signaux correspondant à des cations radicalaires peuvent également être observés, par exemple dans le cas des molécules de la matrice ou d'autres molécules stables.

## MALDI à pression atmosphérique
L'AP-MALDI (Atmospheric pressure matrix-assisted laser desorption/ionization) est une technique d'ionisation qui contrairement à la MALDI sous vide, opère dans un environnement à pression atmosphérique. Dans la MALDI sous vide, les ions sont produits sous 1,33 Pa (10 mTorr) ou moins alors que les ions AP MALDI sont formés sous pression atmosphérique. Le désavantage de la source AP MALDI est l'observation d'une sensibilité limitée ainsi que son intervalle de masse restreint.

La technique AP MALDI est utilisée en spectrométrie de masse pour des applications variant des champs protéomiques à la découverte de nouveaux médicaments. Les sujets les plus « populaires » auxquels s'adresse la technique sont : la protéomique, ADN/ARN/ANP, lipides, oligosaccharides, phosphopeptides (en), bactéries, petites molécules et polymères synthétiques. Des applications similaires sont disponibles pour la technique sous vide.
La source AP MALDI peut être facilement couplée à un piège à ions de spectromètre de masse ou tout autre système de spectrométrie de masse équipé avec une source ESI (ionisation par électrospray) ou nanoESI.

## Spectrométrie de masse (MALDI-TOF)

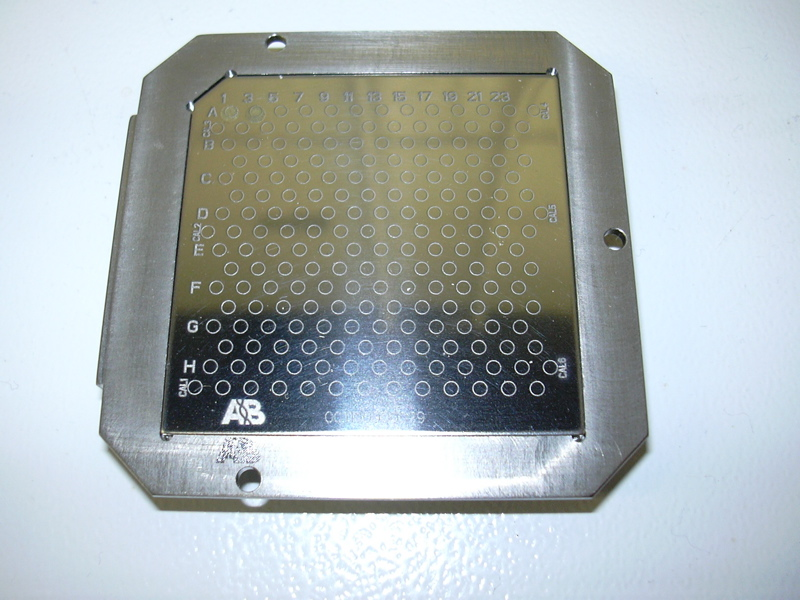
Échantillon-cible pour spectrométrie de masse MALDI.

L'analyseur en masse principalement utilisé avec la MALDI est le spectromètre de masse à temps de vol, aussi appelé TOF de l'anglais time-of-flight mass spectrometer. Cela est lié principalement à sa large plage de fonctionnement en masse.

## Utilisation

### En chimie organique
Des macromolécules synthétiques, comme les caténanes et les rotaxanes, les dendrimères, les polymères hyper-ramifiés ainsi que d'autres ensembles moléculaires, ont des masses molaires de l'ordre de milliers ou de dizaines de milliers de grammes par mole. Cela les rend difficilement ionisables par d'autres méthodes d'ionisation utilisées en spectrométrie de masse. La MALDI est une méthode analytique simple et rapide qui permet d'analyser ce genre de molécules en spectrométrie de masse.

### En biochimie
En protéomique, la MALDI est utilisée pour l'identification des protéines isolées par électrophorèse sur gel : SDS-PAGE et électrophorèse sur gel à deux dimensions. Une méthode utilisée est l'empreinte de masse de peptide (en) par MALDI-MS, ou par affaiblissement post-ionisation ou dissociation induite par collision (en) (voir spectrométrie de masse).

## Problèmes
La préparation d'échantillon pour MALDI est importante pour le résultat. Les sels inorganiques qui sont aussi des parties des extraits de protéines interfèrent avec le processus d'ionisation. Les sels sont enlevés par une extraction en phase solide ou en lavant les spots cibles finaux à l'eau. Les deux méthodes peuvent retirer d'autres substances de l'échantillon. Le mélange de protéines de la matrice n'est pas homogène en raison de la différence de polarité qui conduit à la séparation des deux substances lors de la cristallisation. Le diamètre du spot de la cible est plus large que celui du laser, ce qui rend nécessaire de procéder à plusieurs tirs lasers en différents endroits de la cible, afin d'obtenir la moyenne statistique de la concentration de la substance dans le spot cible. La composition de la matrice, l'ajout d'acide trifluoroacétique et d'acide formique, le délai entre les impulsions, le temps d'attente pour la puissance d'accélération, la longueur d'onde du laser, la densité d'énergie du laser et l'angle d'impact du faisceau laser figurent parmi les autres données critiques pour la qualité et la reproductibilité de la méthode.